# Рымбу, Галина Георгиевна
Гали́на Гео́ргиевна Ры́мбу (род. 20 июля 1990, Омск) — русскоязычная поэтесса, переводчица.

## Биография
Галина Рымбу родилась в Омске, училась на филологическом факультете Омского педагогического университета и на теологическом факультете Омского университета, затем окончила Литературный институт имени А. М. Горького. Изучала социально-политическую философию в магистратуре Европейского университета в Санкт-Петербурге. Преподавала в Санкт-Петербургской Школе нового кино, с 2018 года живёт во Львове. Была замужем за поэтом и википедистом Николаем Эйхвальдом, позже развелась и вступила во второй брак, родила сына Богдана. Придерживается социалистических и феминистских взглядов.
В юности публиковалась в омских региональных изданиях и в Интернете. Затем печаталась в журналах и альманахах «Воздух», «ШО», «Волга», «Новое литературное обозрение», «Дети Ра», «Гвидеон», «Транслит», «Сноб», на сайтах Colta.ru, «Цирк „Олимп“+TV», «Полутона», «Мегалит», «Сетевая словесность», «TextOnly», «На середине мира».
В переводах на английский язык стихи Галины Рымбу появлялись в международной периодике, в том числе в изданиях «N+1», «Arc Poetry», «The White Review», «Berlin Quarterly», «Music&Literature», «Asymptote», «Powder Keg» и др. Стихи также переводились на немецкий, испанский, шведский, нидерландский, итальянский, польский, латышский, украинский языки.
Занимается поэтическими переводами с украинского на русский.

## Награды
Входила в длинный список премии «Дебют» (2009), затем в короткий список этой премии (2010).
В 2010 году получила главный приз в номинации «Поэзия» литературной премии имени Достоевского.
В том же 2010 году была одним из трёх финалистов премии «ЛитератуРРентген», заняла второе место на Московском поэтическом слэме (победил Егор Сальников) и получила гран-при фестиваля «Молодой литератор» в Нижнем Новгороде. Лауреат поэтической премии международного фестиваля «Поэзия без границ» (Рига, 2017). Дипломант премии «Московский счёт» (2014).

## Кураторская работа
Соучредитель поэтической Премии Аркадия Драгомощенко для молодых поэтов. Была координатором всероссийской Недели молодой поэзии (2013).
Организовывала семинары о феминистской литературе и теории в (Санкт-Петербург). Входила в редколлегию поэтической серии «Новые стихи» издательства «Порядок слов» (Санкт-Петербург). Участвовала в таких мероприятиях, как фестиваль «СловоNova», «Dzeja bez robežām» (Рига, 2017), Европейская биеннале современного искусства Manifesta 10 (Санкт-Петербург, 2014), Oslo Internasjonale poesifestaval (Осло, 2017), Poesis-Polis-Praxis (Берлин, 2017), Kyiv poetry week (Киев, 2018), Fem-luule (Тарту, 2018) и др.
В 2016 году приняла участие в шестом поэтическом мероприятии из серии «Сопротивление поэзии» вместе с философом Йоэлем Регевом.

## Критические оценки
Дмитрий Кузьмин называл её «главным поэтом поколения тридцатилетних» (2017). (В действительности, по-видимому, речь о его высказывании годом ранее о ней: «признанный лидер поэтического поколения 20-летних»).
…социальное в стихах Рымбу поднято <…> до экзистенциального, одновременно личностного и универсального. И именно здесь экспрессионистский поэтический язык, авторскую версию которого, как мне кажется, предлагает Рымбу, оказывается наиболее эффективен.
…с одной стороны — не ослабевающий драйв, постоянная эмоциональная возгонка <…>, с другой — определённая изощрённость на самых разных уровнях: от разветвлённого звукового скелета и прочно сплетённой образной мускулатуры <…> до явных отсылок к краеугольным камням современной интеллектуальной культуры, вроде «Общества спектакля» Ги Дебора.
…разумно задаться вопросом о том, что, собственно, представляет собой это довольно гипотетическое <…> полностью прожитое прошлое, — ничего не роющее, ни проворно, ни хорошо, и говорящее только с теми, кто к нему непосредственно обращается. У меня нет ответа на этот вопрос — и, скорее всего, никогда не будет. Но у Галины Рымбу он, кажется, есть…

## Книги
- Передвижное пространство переворота. — М.: Книжное обозрение (АРГО-РИСК), 2014. — 64 с. — (Серия «Поколение», вып. 39).
- Время земли. — Харьков: kntxt, 2018.
- Жизнь в пространстве. — М.: Новое литературное обозрение, 2018.[47][48]
- Ты — будущее. — М.: Центр Вознесенского (Центрифуга), 2020[49].

### В переводах
на английский
- Galina Rymbu. White Bread (в переводах Джонатана Брукса Платта). — NY: After Hours LTD, 2016[50].

на латышский
- Gaļina Rimbu. Kosmiskais prospekts. / Arvja Vigula, Daiņa Deigeļa un Eināra Pelša atdzejotajumi. — Ozolnieki: Literature Without Borders, 2018.[51]

на нидерландский
- Galina Rymboe. Tijd van de aarde. / Vertaald door Pieter Boulogne. — Amsterdam: Perdu, 2019. — 84 p.[52]

на шведском
- В 2020 году в шведском издательстве Ellerströms готовится к выходу книга стихов Livsrymd (от швед. liv — «жизнь» и rymd — «пространство»)[53].